# Swen Nater
Swen Eric Nater (Den Helder, 14 januari 1950) is een Nederlands voormalig basketballer. Hij speelde in onder meer de ABA en de NBA. Hij is actief bij Athletes in Action.

## Carrière
Nater was van 1973 tot 1984 actief als professioneel basketballer. Hij hielp John Wooden's UCLA Bruins om twee NCAA-titels te winnen. In 1972 werd hij lid van The Floridians en toen dit team werd opgeheven van de Virginia Squires. In augustus 1973 ging hij spelen bij de Milwaukee Bucks. Op 21 november 1973 ruilden de Squires Nater met San Antonio Spurs voor $300.000.
Bij de Spurs won Nater in 1974 de “nieuwkomer van het jaar” (rookie of the year) award van de ABA. Hij leidde de ABA in hun hoge scoregemiddelde van dat jaar. In zowel 1974 als 1975 nam Nater deel aan de ABA All-Star Game. In zijn drie jaar bij de ABA speelde Nater voor de San Antonio Spurs, de Virginia Squires en de New York Nets.
Naters carrière bij de NBA begon toen hij lid werd van de Buffalo Braves. Voor het seizoen 1983-84 werd hij samen met Byron Scott geruild met Norm Nixon en Eddie Jordan van de Los Angeles Lakers. Na afloop van dit seizoen ging Nater met pensioen.

## Na de NBA
Na zijn profcarrière richtte Nater een basketbalprogramma op aan het Christian Heritage College in San Diego. Van 1985 tot 1995 was hij coach.

## Familieleven
Naters ouders scheidden toen hij vier jaar oud was. Zijn moeder vertrok daarna met zijn jongere broer naar Amerika en Nater leefde jarenlang in weeshuizen, samen met zijn zus. Pas jaren later werd hij in Amerika herenigd met zijn moeder. Nater spreekt nog gebrekkig Nederlands en is sporadisch in Nederland, onder meer om clinics te geven. Ook is hij een veelgevraagd 'motivational speaker', waarbij hij onder meer ingaat op zijn ongelukkige jeugd en de barrières die hij moest overwinnen, voordat hij als basketballer successen behaalde. Nater was getrouwd met Marlene Murray en heeft twee dochters, van wie er een op jonge leeftijd overleden is. In 2011 hertrouwde hij met Wendy Ghiora.